# Echinoderes lanceolatus
Echinoderes lanceolatus är en djurart som tillhör fylumet pansarmaskar, och som beskrevs av Chang och Song 2002. Echinoderes lanceolatus ingår i släktet Echinoderes och familjen Echinoderidae. Inga underarter finns listade i Catalogue of Life.